# Gorgoroth
Gorgoroth ist eine der bekanntesten norwegischen Black-Metal-Bands. Sie wurde 1992 in Bergen gegründet. Der Name der Band bezieht sich auf J. R. R. Tolkiens Buch Der Herr der Ringe und bezeichnet dort eine dunkle Einöde im Land Mordor; er entstammt der elbischen Sprache Sindarin und bedeutet ‚Tal der Schrecken‘, obwohl es eine Hochebene ist.

## Geschichte

### Gründung und erste Veröffentlichungen (1992–1995)
Nach der Gründung im Jahr 1992 begann die Band, die Gitarrist Infernus gründete, unter anderem Coverversionen von Celtic Frost zu spielen. Dann spielte die Band die Demos A Sorcery Written in Blood (1993) und Promo ’94 (1994) ein. Fest zur Band gehörten damals außerdem Sänger Hat (norw. für ‚Hass‘) und Schlagzeuger Goat Pervertor. Das Label Embassy Records nahm daraufhin die Band unter Vertrag, die, nachdem Bassist Kjettar wegen Kirchenbrandstiftung eine Haftstrafe antreten musste, unter Mithilfe von Gastbassist Samoth von Emperor noch im selben Jahr ihr Debütalbum Pentagram aufnahm. Das Album wird als Grundstein für die zweite norwegische Black-Metal-Generation angesehen.

### Gorgoroth mit Pest als Sänger (1995–1997)
Kurz nach der Album-Veröffentlichung verließen Goat Pervertor und Hat die Band, die durch Pest und Frost, dem Schlagzeuger von Satyricon, ersetzt wurden. In dieser Besetzung wurden 1996 die EP The Last Tormentor und kurz darauf das Euronymous gewidmete Album Antichrist aufgenommen und über Malicious Records veröffentlicht.
Im Jahr darauf veröffentlichte die Band, nun mit Ares am Bass und Grim am Schlagzeug, ihr drittes Album Under the Sign of Hell, durch das sie das Interesse des deutschen Labels Nuclear Blast auf sich zog. Kurz darauf unterschrieb die Band einen neuen Plattenvertrag und wechselte die Besetzung, da sowohl Pest als auch Grim die Band verließen; Pest wirkte zuvor jedoch noch an vier Titeln für das kommende Album Destroyer, Or How to Philosophize With a Hammer mit. Als neuer Sänger stieg Gaahl von Trelldom ein.

### Unter Vertrag bei Nuclear Blast (1997–2004)

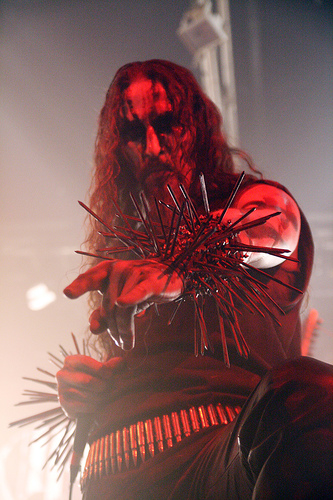
Gaahl

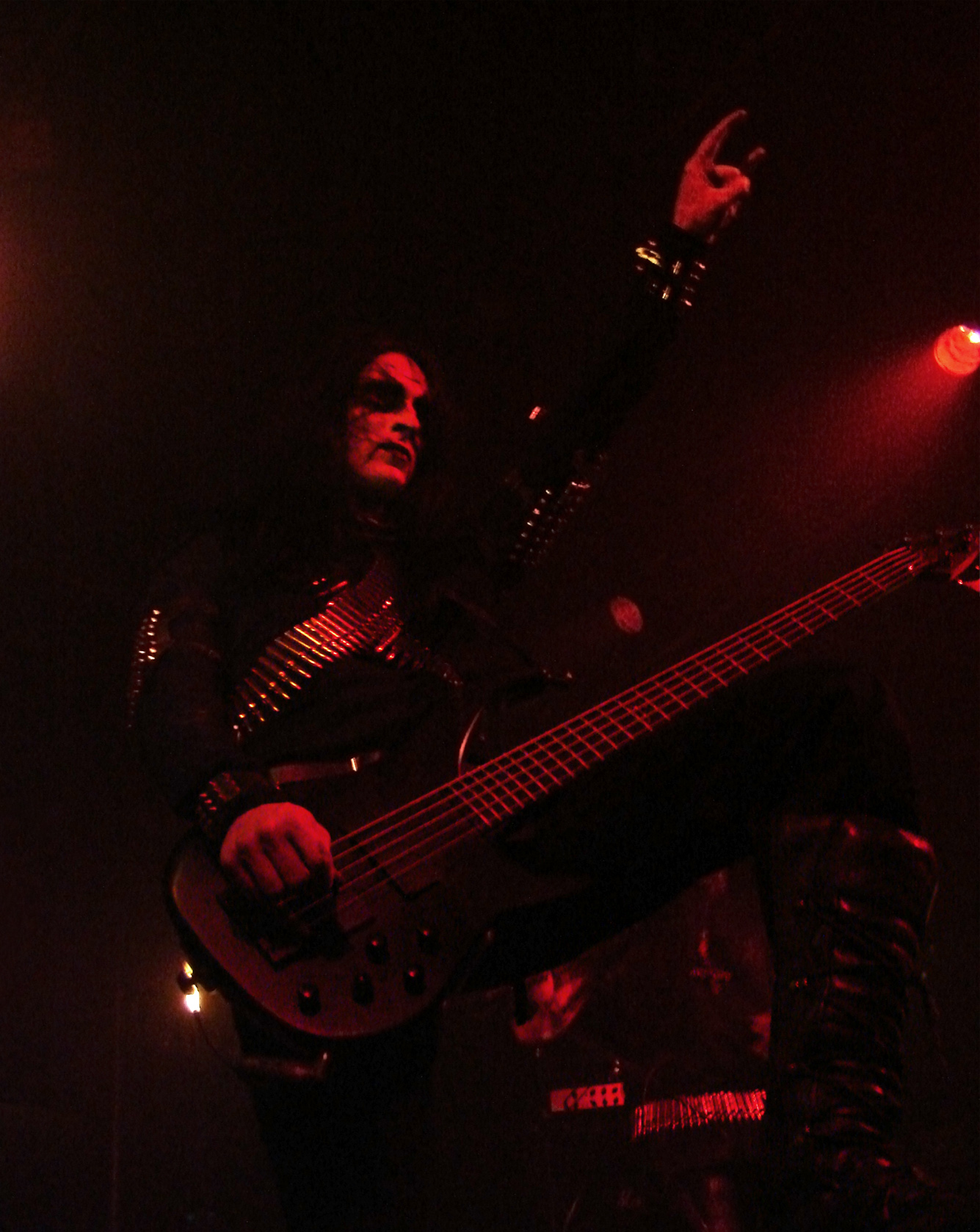
King ov Hell

Im Jahr 1998 wurde dann das Album Destroyer, Or How to Philosophize With a Hammer veröffentlicht. Pünktlich zu den Aufnahmen stieß T-Reaper von Malignant Eternal als vorläufiger Bassist dazu, wurde jedoch ein Jahr später durch Bassist King ov Hell ersetzt. Im selben Jahr stieß außerdem Schlagzeuger Kvitrafn zur Band. In der neuen Besetzung wurde Incipit Satan (2000) eingespielt; auf diesem Album zeigte sich ein stilistischer Wechsel der Band.
Als Gitarrist Tormentor die Band 2002 verließ, führten die restlichen Mitglieder die Band ohne Ersatz fort und nahmen das Album Twilight of the Idols (In Conspiracy with Satan) auf, das fast vollständig von King Ov Hell komponiert und 2003 veröffentlicht wurde. 2004 verließ auch Kvitrafn die Band, die daraufhin als Trio agierte, das live von Gastmusikern unterstützt wurde.

### Kontroverses Konzert in Krakau (2004)
Am 1. Februar 2004 spielte Gorgoroth ein Konzert im polnischen Krakau, das im Nachhinein große Medienaufmerksamkeit auf sich zog und kontroverse Diskussionen auslöste. Grund hierfür war die Konzeption des Konzerts, die darauf ausgelegt war zu provozieren. Einerseits sorgten die blasphemischen Texte für Aufsehen, andererseits die Bühnendekoration bestehend aus aufgespießten Schafköpfen und vier Kreuzen mit zwei nackten, maskierten Männern und zwei ebenfalls nackten Frauen. Eine DVD-Veröffentlichung dieses Konzerts unter dem Titel Black Mass Krakow 2004 wurde Anfang 2008 bekanntgegeben, die DVD erschien am 18. Juni 2008 über Soulfood Music.
Nach Querelen mit der norwegischen Justiz und zwei Tourneen mit der aufstrebenden Band 1349 wurde 2006 Ad majorem Sathanas gloriam veröffentlicht, das erneut stilistische Veränderungen aufwies. Noch im selben Jahr verließ King Ov Hell die Band wegen ideologischer Differenzen, kehrte aber 2007 unter dem neuen Pseudonym „KING!“ zurück. Des Weiteren gründete Infernus das Label Forces of Satan Records, das hauptsächlich jüngere und unbekanntere Bands unterstützen soll.

### Aufspaltung der Band und Streit um den Bandnamen

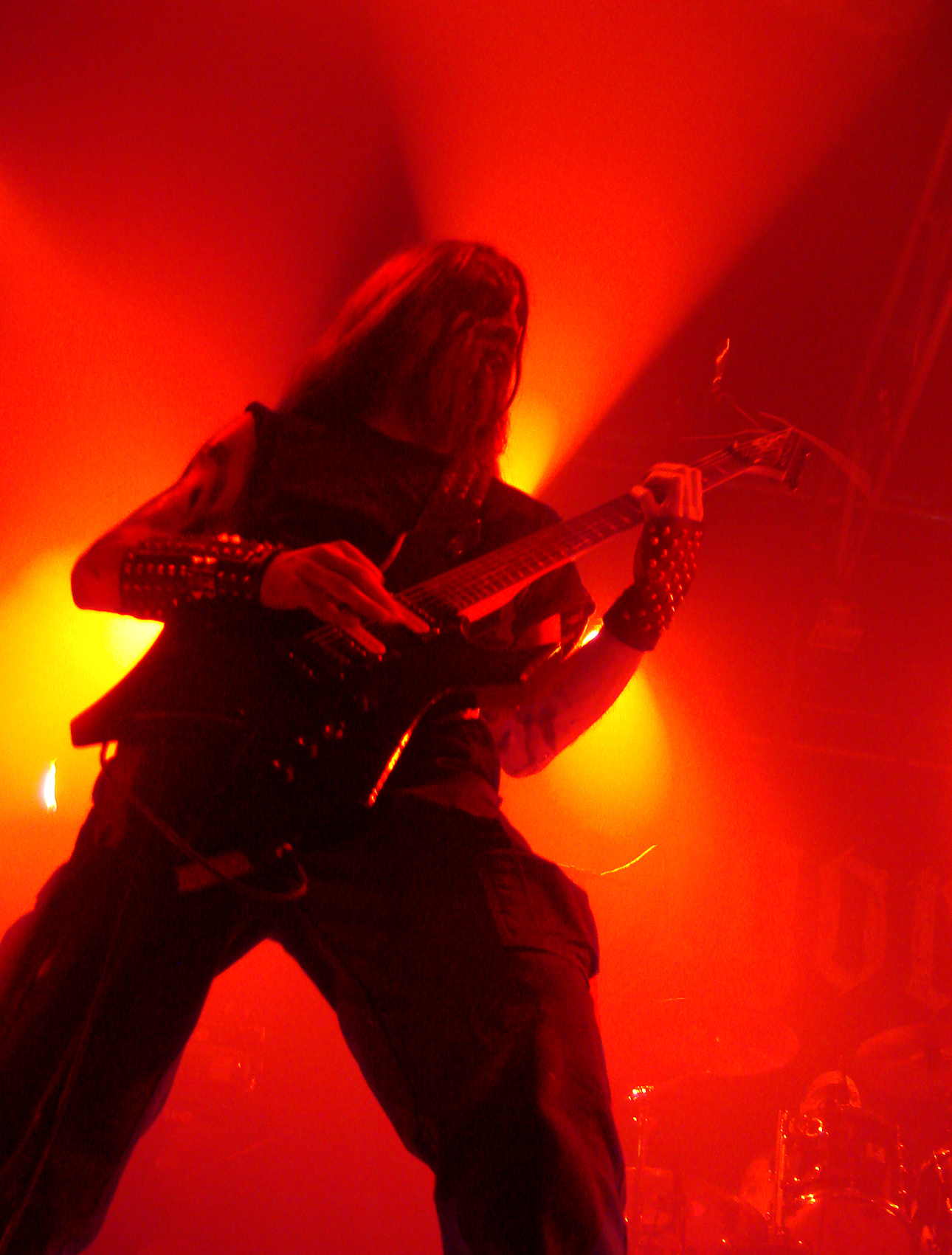
Gorgoroth 2007 in Paris

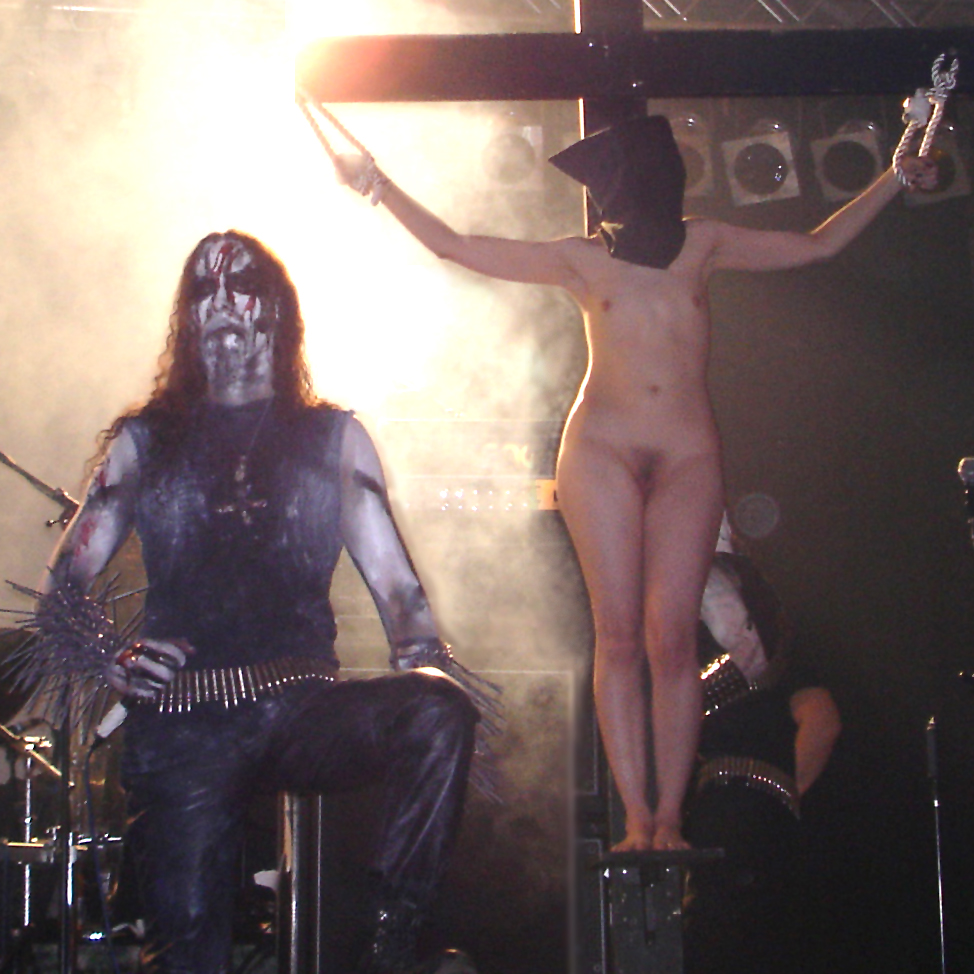
Filth Fest in der Dresdner Reithalle 2008

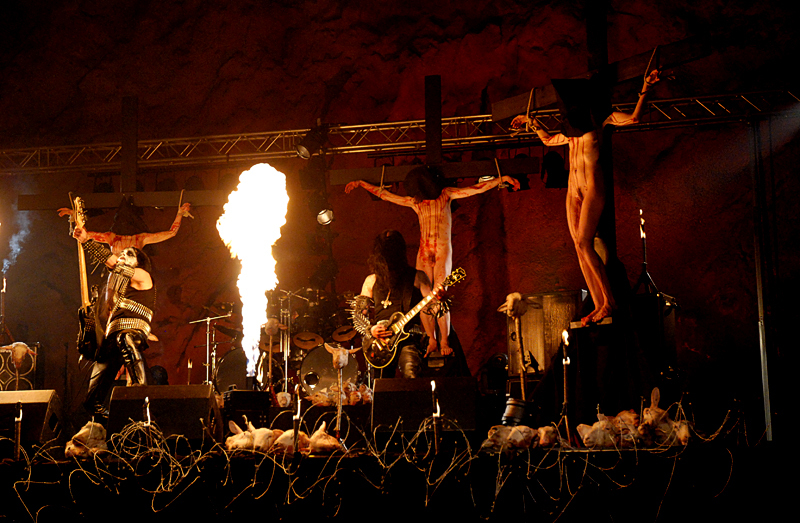
Video Carving a Giant

Am 22. Oktober 2007 gab Gorgoroth auf der Homepage der Band sowie bei MySpace bekannt, dass sich Gaahl und King von Infernus getrennt haben. Sie warfen ihm vor, sich nicht mehr an der Band beteiligt zu haben. Die für November geplante Europatournee werde mit einem Ersatz für Infernus durchgeführt. Infernus kündigte an, Gaahl und King aufgrund der ungeklärten Namensrechte, die beide Parteien für sich beanspruchten, vor Gericht zu bringen. Zudem merkte er an, dass ihm nicht nur die Namensrechte zustünden, sondern Gaahl mehrmals in Betracht gezogen hatte, die Band zu verlassen, und King zwischenzeitlich aus der Band ausgestiegen war.
Ab dem 8. November gingen King und Gaahl als Gorgoroth auf Europa-Tournee und wurden dabei von den Gastmusikern Teloch (1349), Sykelig und Nick Barker (Testament, Benediction) unterstützt. Neben Teloch wurden auch Arve Isdal von Enslaved und Jan Axel Blomberg von Mayhem und Dimmu Borgir rekrutiert. Infernus hingegen kündigte an, mit einer eigenen Besetzung ein neues Gorgoroth-Album namens Quantos possunt ad Satanitatem trahunt aufzunehmen, für das er im Oktober 2006 neues Material zu schreiben begann. Der Titel basiert auf Adam von Bremens Chronik des Erzbistums Hamburg, Gesta Hammaburgensis ecclesiae pontificum, wo es heißt: quantos possunt ad christianitatem trahunt; bei Gorgoroth wurde christianitatem jedoch durch satanitatem ersetzt.
Nachdem das norwegische Patentamt im Dezember 2007 Gaahl und King die Rechte am Namen Gorgoroth zugesprochen hatte (diese hatten den Namen zuvor ohne Infernus’ Wissen registrieren lassen), beendete die Band die Zusammenarbeit mit Regain Records. Das Label veröffentlichte zuvor eine Stellungnahme, Gorgoroth mit Infernus weiterführen zu wollen. Der Verkauf des nach dem Split vom Label veröffentlichten Live-Albums True Norwegian Black Metal – Live in Grieghallen musste nach einem weiteren Gerichtsprozess eingestellt werden.
Sänger Gaahl outete sich 2008 als homosexuell. Ein auf sein Outing bezogenes Interview im deutschsprachigen Metal-Magazin Rock Hard im November desselben Jahres erregte internationale Aufmerksamkeit. Eine Deutschland-Tournee im Vorprogramm von Cradle of Filth folgte im gleichen Monat. In der Zwischenzeit komplettierte Infernus seine Gorgoroth-Besetzung. Beide Bands beabsichtigten, im Frühjahr 2009 ein neues Album vorzulegen. Ende Januar 2009 fand ein Prozess zwischen Infernus und King Ov Hell statt, der endgültig über die Rechte am Bandnamen entscheiden sollte.

### Kings und Gaahls neue Wege
Am 10. März 2009 gaben King und Gaahl auf ihrer MySpace-Seite bekannt, die Rechte an dem Bandnamen und dem Bandlogo an Infernus verloren zu haben. Die Registrierung des Namens wurde für ungültig erklärt und der Disput zu einem Präzedenzfall in Norwegen. King und Gaahl suchten nach einem neuen Bandnamen, unter dem sie weiterhin gemeinsam Musik machen wollten. Das geplante Album, das eigentlich als Gorgoroth-CD erscheinen sollte, sollte nun unter dem neuen Namen God Seed veröffentlicht werden. Im Sommer 2009 stieg Gaahl allerdings wieder aus. Laut eigener Aussagen stecke sein Herz „nicht mehr zu hundert Prozent in der Sache“. Die weitere Zukunft von God Seed war damit unklar. Gaahl, der auch Sänger des Projekts Wardruna des ehemaligen Gorgoroth-Schlagzeugers Einar „Kvitrafn“ Selvik ist, zog sich aus dem Metal zurück. God Seed sei jedoch nicht aufgelöst, sondern liege „lediglich auf Eis, solange Gaahl keine Lust dazu hat.“ King gründete mit Shagrath von Dimmu Borgir ein Projekt namens Ov Hell, dessen Debütalbum The Underworld Regime 2010 veröffentlicht wurde. Ein Teil der Musik des Debüts, auf dem Teloch, Arve Isdal und Frost mitspielen, wurde ursprünglich für Gorgoroth und God Seed mit Gaahls Stimme im Hinterkopf geschrieben. Gaahl wirkte am Skitliv-Album Skandinavisk misantropi mit, auf dem er als Gastsänger bei dem Lied Hollow Devotion auftrat. 2012 erschien das erste God-Seed-Live-Album, außerdem wurde ein Debütalbum angekündigt und erstes Material hochgeladen.

### Infernus’ Gorgoroth (2009 – heute)

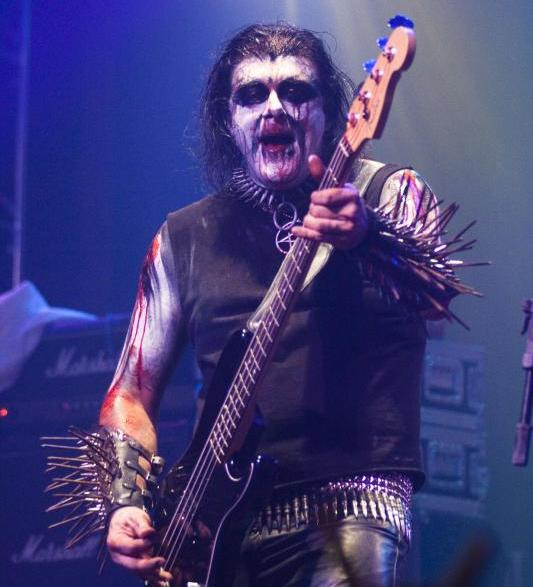
Frank Watkins

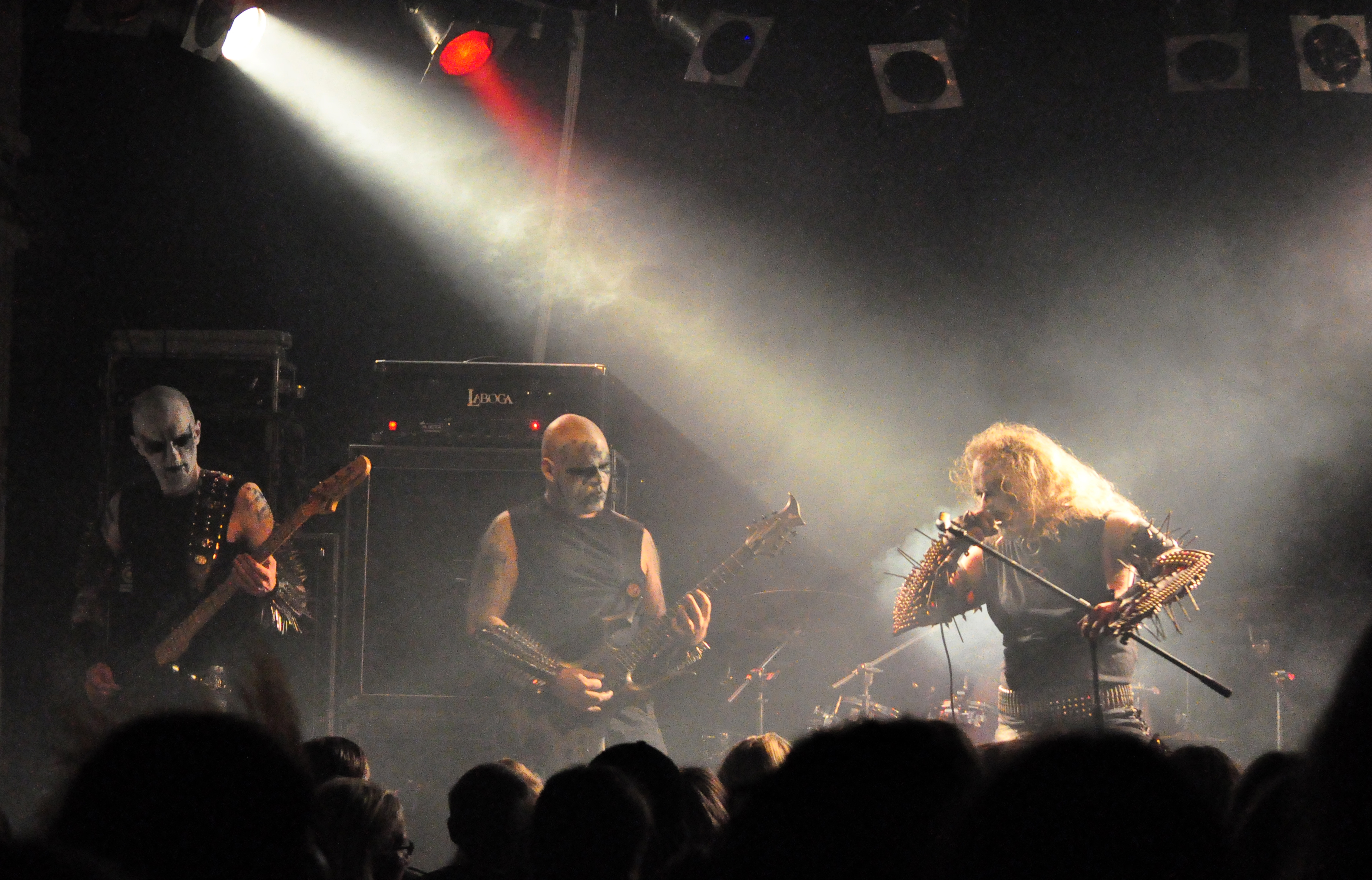
Gorgoroth 2011 in Rostock

Infernus führte Gorgoroth mit Bøddel (Frank Watkins von Obituary), Tomas Asklund (Ex-Dissection) und den früheren Gorgoroth-Mitgliedern Tormentor und Pest fort, mit denen er 2009 Quantos possunt ad Satanitatem trahunt in Asklunds Monolith Studio aufnahm.
In Rosas Höllenfahrt, einem Dokumentarfilm des homosexuellen Filmemachers Rosa von Praunheim, der sich mit den Konzepten unterschiedlicher Religionen und Gruppen von der Hölle befasst, erscheinen Ausschnitte aus Auftritten von Gorgoroth, sowie einem Interview mit Gaahl und anderen Bandmitgliedern. Eine Äußerung Gaahls lässt keine Entschiedenheit vermissen: „All traces of Christianity should be removed“ („Alle Spuren des Christentums sollten beseitigt werden“).
2011 erschien Under the Sign of Hell 2011, eine Neuaufnahme des Albums von 1997, die aufgrund der Popularität des Originals im Vorfeld Kontroversen unter den Anhängern der Band auslöste.
2012 wurde Pest aus der Band entlassen, nachdem er zwei Wochen vor Beginn der anstehenden Tournee durch Lateinamerika angekündigt hatte, dieser nicht den Vorrang zu geben. Infernus entschied, die Tournee dennoch anzutreten, wobei Hoest von Taake den Gesang übernehmen soll. Auf dem kommenden Album soll der Serbe Atterigner von der Band Triumfall singen.

## Musik und Texte
Gorgoroth spielt klassischen Black Metal ohne Keyboards mit dominierenden Blastbeats und in hohem Tempo. Frühere Veröffentlichungen waren eher melodisch, auf neueren Alben findet sich ein leichter Industrial-Metal-Einschlag. Der Religionswissenschaftler Hugh Urban beschreibt ihn als „extrem schnelle, dissonante und verzerrte Musik“.
Die Liedtexte werden weder in den Beiheften noch auf der Seite der Band abgedruckt oder anderweitig offiziell veröffentlicht. Seiten, die diese oder Tabulaturen veröffentlichen, wurden zur Entfernung dieser Inhalte aufgefordert. Gründer Infernus bekennt sich zum Satanismus, wohingegen der ehemalige Bassist King hierzu widersprüchliche Aussagen machte und Gaahl sich als nordischer Schamane bezeichnet. Damit gehört Gorgoroth in die erste Reihe zahlreicher Black-Metal-Bands, die darum wetteifern, sich gegenseitig in ihrem Gebrauch gewalttätiger, dämonischer und aggressiv antichristlicher Themen zu übertrumpfen.

## Gesetzesverstöße der Bandmitglieder
Zahlreiche Gorgoroth-Mitglieder sind während ihrer Zeit in der Band zu Gefängnisstrafen verurteilt worden, unter anderem die zeitweiligen Bassisten Kjettar und Samoth wegen Kirchenbrandstiftung. Sänger Gaahl wurde 2001 und 2004 wegen Körperverletzung verurteilt, plädierte jedoch beide Male auf Notwehr. Seine Vergehen fanden ein erhebliches Medienecho und wurden mit der satanischen Einstellung der Bandmitglieder in Verbindung gebracht. Gaahl weist diese Sichtweise jedoch zurück und definiert sich nicht als Satanisten, sondern als nordischen Schamanen. Infernus stand 2006 wegen Entführung, gemeinschaftlicher Vergewaltigung und illegalen Waffenbesitzes vor Gericht. Da er an den Gewaltverbrechen nicht beteiligt war, wurde er ausschließlich zu einer Geldstrafe wegen der nicht registrierten Waffen verurteilt.

## Diskografie

### Demos und Promos
- 1993: A Sorcery Written in Blood
- 1994: Promo ’94

### Studioalben
- 1994: Pentagram
- 1996: Antichrist
- 1997: Under the Sign of Hell
- 1998: Destroyer – Or About How to Philosophize With the Hammer
- 2000: Incipit Satan
- 2003: Twilight of the Idols – In Conspiracy With Satan
- 2006: Ad majorem Sathanas gloriam
- 2009: Quantos possunt ad Satanitatem trahunt
- 2011: Under the Sign of Hell 2011
- 2015: Instinctus Bestialis

### Live-Veröffentlichungen
- 1996: The Last Tormentor (Live-EP; 2007 mit neuer Gestaltung als Live in Bergen 1996 wiederveröffentlicht)

### DVDs
- 2008: Black Mass Krakow 2004 (DVD)

### Samplerbeiträge
- 1998: Slottet i det fjerne auf Darkthrone Holy Darkthrone – Eight Norwegian Bands Paying Tribute
- 2001: Life Eternal auf Originators of the Northern Darkness – A Tribute to Mayhem